# Caracladus
Caracladus é um gênero de aranhas da família Linyphiidae descrito em 1884.